# Josef Stroh
Josef "Pepi" Stroh, född 5 mars 1913 i Wien, Österrike-Ungern, död 7 januari 1991, var en österrikisk fotbollsspelare och fotbollstränare, landslagsman för Österrike och Tyskland. Han spelade klubbfotboll huvudsakligen med FK Austria Wien. Stroh verkade som tränare i Sverige under flera år då han tränade Jönköpings Södra IF, Malmö FF, IFK Göteborg och Sandvikens IF.
Stroh var anfallare. Sina mest framträdande prestationer gjorde han vid Världsmästerskapet i fotboll 1934 och Olympiska sommarspelen 1948, när han var medlem i Österrikes herrlandslag i fotboll.

## Spelare
- 1930–1932: Floridsdorfer SC
- 1932–1948: FK Austria Wien

## Tränare
- SC Wiener Neustadt
- FC Wien
- SC Schwechat
- 1949–?: IFK Malmö
- 1951–1954: Jönköpings Södra IF
- 1955–1959: Malmö FF
- 1959–1960: IFK Göteborg
- 1960–1963: Wiener Sport-Club
- 1964: SK Brann
- 1965:	Jönköpings Södra IF
- 1966:	Sandvikens IF
- 1967: Finspångs AIK[8]